# Onthophagus suermelii
Onthophagus suermelii é uma espécie de inseto do género Onthophagus, família Scarabaeidae, ordem Coleoptera.
Foi descrita cientificamente por Petrovitz em 1963.